# Úrvalsdeild (2008)
Úrvalsdeild (2008) (znana jako Landsbankadeild  ze względów sponsorskich) – 97. edycja najwyższej klasy rozgrywkowej piłki nożnej na Islandii.
Brało w niej udział 12 drużyn, które w okresie od 10 maja do 25 września 2008 rozegrały 22 kolejki meczów. Obrońcą tytułu był zespół Valur. Mistrzostwo po raz czwarty historii zdobyła drużyna FH.

## Drużyny
| Uczestnicy poprzedniej edycji                                                                                 | Uczestnicy poprzedniej edycji | Uczestnicy poprzedniej edycji | Uczestnicy poprzedniej edycji |
| --- | ----------------------------- | ----------------------------- | ----------------------------- |
| VAL | Valur                         | 1                             |                               |
| FH | FH                            | 2                             |                               |
| ÍA | Akraness                      | 3                             |                               |
| FYL | Fylkir                        | 4                             |                               |
| BRE | Breiðablik                    | 5                             |                               |
| ÍBK | Keflavík                      | 6                             |                               |
| FRA | Fram                          | 7                             |                               |
| KRE | KR                            | 8                             |                               |
| HKÓ | HK                            | 9                             |                               |
| Awans z 1. deild karla                                                                                        |                               |                               |                               |
| GRI | Grindavík                     | 1                             |                               |
| ÞRR | Þróttur Reykjavík             | 2                             |                               |
| FJÖ | Fjölnir                       | 3                             |                               |
| Oznaczenia: - kolumna pierwsza – skróty nazw drużyn, - kolumna trzecia – miejsce zajęte w poprzednim sezonie. |                               |                               |                               |

## Tabela
| Lp. | Drużyna          | M  | Z  | R | P  | B+ | B- | +/– | Pkt | Kwalifikacja lub spadek                      |
| --- | ---------------- | -- | -- | - | -- | -- | -- | --- | --- | -------------------------------------------- |
| 1   | FH (M)           | 22 | 15 | 2 | 5  | 50 | 25 | +25 | 47  | Liga Mistrzów UEFA • II runda kwalifikacyjna |
| 2   | Keflavík         | 22 | 14 | 4 | 4  | 54 | 31 | +23 | 46  | Liga Europy UEFA • I runda kwalifikacyjna    |
| 3   | Fram Reykjavík   | 22 | 13 | 1 | 8  | 31 | 21 | +10 | 40  | Liga Europy UEFA • I runda kwalifikacyjna    |
| 4   | KR Reykjavík (P) | 22 | 12 | 3 | 7  | 38 | 23 | +15 | 39  | Liga Europy UEFA • II runda kwalifikacyjna   |
| 5   | Valur            | 22 | 11 | 2 | 9  | 34 | 28 | +6  | 35  |                                              |
| 6   | Fjölnir          | 22 | 10 | 1 | 11 | 39 | 33 | +6  | 31  |                                              |
| 7   | Grindavík        | 22 | 9  | 4 | 9  | 29 | 36 | −7  | 31  |                                              |
| 8   | Breiðablik       | 22 | 8  | 6 | 8  | 41 | 36 | +5  | 30  |                                              |
| 9   | Fylkir           | 22 | 6  | 4 | 12 | 24 | 40 | −16 | 22  |                                              |
| 10  | Þróttur          | 22 | 5  | 7 | 10 | 28 | 46 | −18 | 22  |                                              |
| 11  | HK (S)           | 22 | 5  | 3 | 14 | 26 | 47 | −21 | 18  | Spadek do 1. deild karla                     |
| 12  | ÍA (S)           | 22 | 2  | 7 | 13 | 18 | 46 | −28 | 13  | Spadek do 1. deild karla                     |

## Miejsca po danych kolejkach
| Drużyna \ Kolejka | 1  | 2  | 3  | 4  | 5  | 6  | 7  | 8  | 9  | 10 | 11 | 12 | 13 | 14 | 15 | 16 | 17 | 18 | 19 | 20 | 21 | 22 |   |
| ----------------- | -- | -- | -- | -- | -- | -- | -- | -- | -- | -- | -- | -- | -- | -- | -- | -- | -- | -- | -- | -- | -- | -- | - |
| Drużyna \ Kolejka | FH | 1  | 1  | 3  | 2  | 1  | 1  | 2  | 1  | 1  | 1  | 2  | 2  | 1  | 1  | 1  | 2  | 2  | 2  | 2  | 2  | 2  | 1 |
| Keflavík          | 4  | 4  | 2  | 1  | 2  | 2  | 1  | 2  | 2  | 2  | 1  | 1  | 2  | 2  | 2  | 1  | 1  | 1  | 1  | 1  | 1  | 2  |   |
| Fram Reykjavík    | 2  | 2  | 4  | 3  | 4  | 3  | 3  | 3  | 4  | 7  | 7  | 7  | 7  | 4  | 4  | 6  | 4  | 4  | 5  | 4  | 3  | 3  |   |
| KR Reykjavík      | 5  | 6  | 7  | 9  | 7  | 9  | 7  | 4  | 3  | 3  | 5  | 6  | 5  | 6  | 6  | 5  | 6  | 5  | 3  | 5  | 4  | 4  |   |
| Valur             | 8  | 5  | 8  | 5  | 8  | 5  | 6  | 8  | 6  | 5  | 4  | 5  | 3  | 3  | 3  | 3  | 3  | 3  | 4  | 3  | 5  | 5  |   |
| Fjölnir           | 2  | 3  | 1  | 4  | 3  | 4  | 8  | 5  | 5  | 4  | 3  | 4  | 6  | 7  | 7  | 8  | 8  | 8  | 8  | 8  | 7  | 6  |   |
| Grindavík         | 9  | 11 | 11 | 10 | 11 | 10 | 11 | 10 | 9  | 8  | 8  | 8  | 9  | 8  | 8  | 7  | 7  | 7  | 7  | 7  | 8  | 7  |   |
| Breiðablik        | 6  | 7  | 5  | 7  | 6  | 8  | 4  | 7  | 7  | 6  | 6  | 3  | 4  | 5  | 5  | 4  | 5  | 6  | 6  | 6  | 6  | 8  |   |
| Fylkir            | 10 | 10 | 9  | 6  | 5  | 6  | 9  | 9  | 10 | 10 | 10 | 10 | 10 | 10 | 10 | 10 | 10 | 10 | 10 | 10 | 9  | 9  |   |
| Þróttur           | 10 | 9  | 10 | 11 | 9  | 7  | 5  | 6  | 8  | 9  | 9  | 9  | 8  | 9  | 9  | 9  | 9  | 9  | 9  | 9  | 10 | 10 |   |
| HK                | 12 | 12 | 12 | 12 | 12 | 12 | 12 | 12 | 12 | 12 | 12 | 12 | 12 | 12 | 12 | 11 | 11 | 11 | 11 | 11 | 11 | 11 |   |
| ÍA                | 6  | 8  | 6  | 8  | 10 | 11 | 10 | 11 | 11 | 11 | 11 | 11 | 11 | 11 | 11 | 12 | 12 | 12 | 12 | 12 | 12 | 12 |   |

## Wyniki
| Gospodarz \ Gość | BRE | FJÖ | FRA | FYL | GRI | FH  | HK  | ÍA  | KEF | KR  | VAL | ÞRÓ |
| ---------------- | --- | --- | --- | --- | --- | --- | --- | --- | --- | --- | --- | --- |
| Breiðablik       |     | 4–1 | 3–0 | 2–3 | 3–6 | 4–1 | 2–1 | 6–1 | 2–2 | 1–1 | 0–2 | 0–0 |
| Fjölnir          | 1–2 |     | 0–1 | 1–0 | 0–1 | 3–3 | 3–1 | 2–0 | 1–2 | 2–1 | 2–3 | 3–4 |
| Fram Reykjavík   | 2–1 | 3–1 |     | 3–0 | 0–1 | 4–1 | 2–0 | 2–0 | 0–2 | 0–2 | 2–1 | 1–0 |
| Fylkir           | 0–2 | 0–3 | 0–3 |     | 0–1 | 0–2 | 2–1 | 2–2 | 3–3 | 0–2 | 2–0 | 2–3 |
| Grindavík        | 2–2 | 0–1 | 0–2 | 1–3 |     | 0–3 | 2–2 | 1–1 | 0–1 | 2–1 | 3–5 | 2–2 |
| FH               | 3–0 | 2–0 | 2–1 | 1–2 | 0–1 |     | 4–0 | 2–0 | 3–2 | 2–0 | 3–0 | 2–0 |
| HK               | 2–1 | 1–6 | 0–2 | 1–1 | 0–2 | 0–4 |     | 1–1 | 1–2 | 0–3 | 4–2 | 4–0 |
| ÍA               | 1–1 | 0–3 | 1–0 | 2–3 | 1–2 | 2–5 | 1–2 |     | 1–4 | 0–0 | 0–0 | 1–1 |
| Keflavík         | 3–1 | 1–2 | 1–2 | 2–1 | 3–0 | 1–0 | 3–2 | 3–1 |     | 4–2 | 5–3 | 5–0 |
| KR Reykjavík     | 1–2 | 2–0 | 2–0 | 3–0 | 3–1 | 1–2 | 2–1 | 2–0 | 2–2 |     | 1–2 | 5–2 |
| Valur            | 1–0 | 2–1 | 2–0 | 2–0 | 3–0 | 0–1 | 0–1 | 0–1 | 1–1 | 0–1 |     | 2–0 |
| Þróttur          | 2–2 | 0–3 | 1–1 | 0–0 | 0–1 | 4–4 | 2–1 | 4–1 | 3–2 | 0–1 | 0–3 |     |

## Najlepsi strzelcy
| Bramki | Strzelcy                    | Drużyna    |
| ------ | --------------------------- | ---------- |
| 16     | Guðmundur Steinarsson       | Keflavík   |
| 14     | Björgólfur Hideaki Takefusa | KR         |
| 12     | Tryggvi Guðmundsson         | FH         |
| 11     | Atli Viðar Björnsson        | FH         |
| 10     | Gunnar Már Guðmundsson      | Fjölnir    |
| 10     | Helgi Sigurðsson            | Valur      |
| 9      | Guðjón Baldvinsson          | KR         |
| 9      | Pétur Georg Markan          | Fjölnir    |
| 9      | Nenad Živanović             | Breiðablik |
| 8      | Ívar Björnsson              | Fram       |
| 8      | Hjörtur Júlíus Hjartarson   | Þróttur    |

Źródło: .

## Stadiony
| Breiðablik     |
| -------------- |
| Kópavogsvöllur |
| 5000           |
|                |

| FH         |
| ---------- |
| Kaplakriki |
| 6000       |
|            |

| Fjölnir       |
| ------------- |
| Fjölnisvöllur |
| 1000          |
|               |

| Fram Reykjavík   |
| ---------------- |
| Laugardalsvöllur |
| 9800             |
|                  |

| Fylkir       |
| ------------ |
| Fylkisvöllur |
| 4000         |
|              |

| Grindavik         |
| ----------------- |
| Grindavíkurvöllur |
| 1500              |
|                   |

| FH             |
| -------------- |
| Kópavogsvöllur |
| 5000           |
|                |

| ÍA            |
| ------------- |
| Akranesvöllur |
| 850           |
|               |

| Keflavík         |
| ---------------- |
| Keflavíkurvöllur |
| 4000             |
|                  |

| KR        |
| --------- |
| KR-völlur |
| 6000      |
|           |

| Valur             |
| ----------------- |
| Vodafonevöllurinn |
| 3000              |
|                   |

| Þróttur          |
| ---------------- |
| Valbjarnarvöllur |
| 2500             |
|                  |

Źródło: ..